# Бете (письмо)
Письмо бете — пиктографическое слоговое письмо в Западной Африке.

## Общие сведения
Мало изученное слоговое письмо. У этого письма знаки имеют пиктографическую форму. Было распространено на юге Кот-д'Ивуар в междуречье среднего течения рек Сасандра и Бандама. Язык бете специалисты относят к языкам кру (родственен языку басса) нигеро-конголезской макросемьи.
Письмо придумал в 1956 году Фредерик Брюли-Буабре. Он владел французским языком, но его письмо имело слоговой характер (401 слог).
Этногенетические предания возводят всех бете к общему культурному герою Лаго-Тапе и свидетельствуют о приходе их с территории нынешней Либерии. Зона тропического леса — древняя экологическая ниша бете.